# Selenia notabilis
Selenia notabilis är en fjärilsart som beskrevs av Thierry-mieg 1910. Selenia notabilis ingår i släktet Selenia och familjen mätare. Inga underarter finns listade i Catalogue of Life.